# جان کرونین تووی، اولین بارون تووی
جان کرونین تووی، اولین بارون تووی (انگلیسی: John Tovey, 1st Baron Tovey; ۷ مارس ۱۸۸۵ – ۱۲ ژانویهٔ ۱۹۷۱) افسر نیروی دریایی پادشاهی بریتانیا بود. در طول جنگ جهانی اول، او فرماندهی ناوشکن اچ‌ام‌اس آن‌اسلو را در نبرد جوتلند و سپس فرماندهی ناوشکن اورسا را در نبرد دوم هلیگولاند بر عهده داشت. در طول جنگ جهانی دوم، او در ابتدا به عنوان دومین فرمانده ناوگان مدیترانه خدمت کرد و در این نقش، فرماندهی نیروهای سبک ناوگان مدیترانه (یعنی رزم‌ناوها و ناوشکن‌ها) را بر عهده داشت. سپس به عنوان فرمانده کل ناوگان داخلی خدمت کرد و مسئول هماهنگی تعقیب و نابودی ناو بیسمارک بود. پس از آن، او فرمانده کل ناوگان شمالی شد و مسئولیت کنترل کاروان‌های ساحل شرقی و سازماندهی عملیات مین‌روبی را بر عهده داشت.